# 大森駅 (東京都)

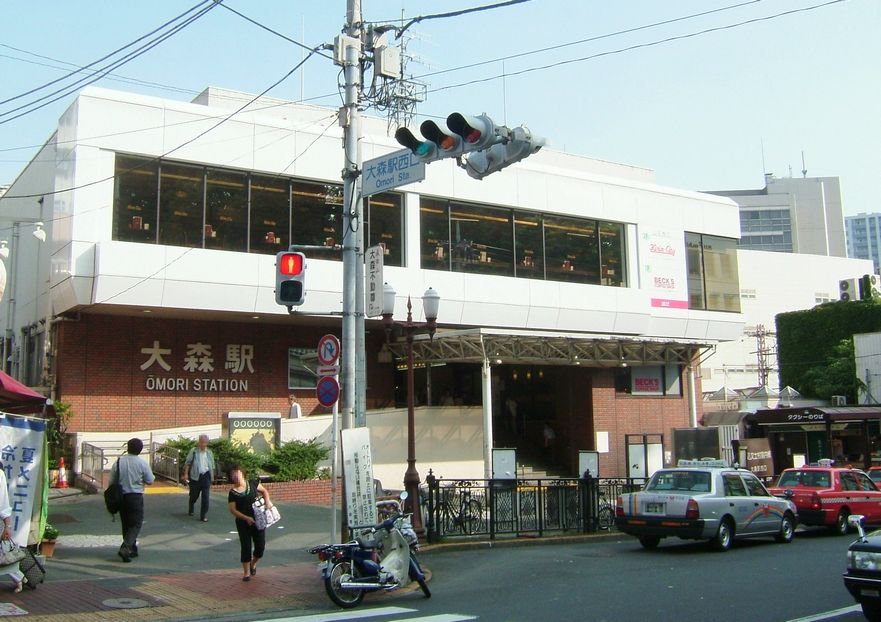
西口（2008年9月）

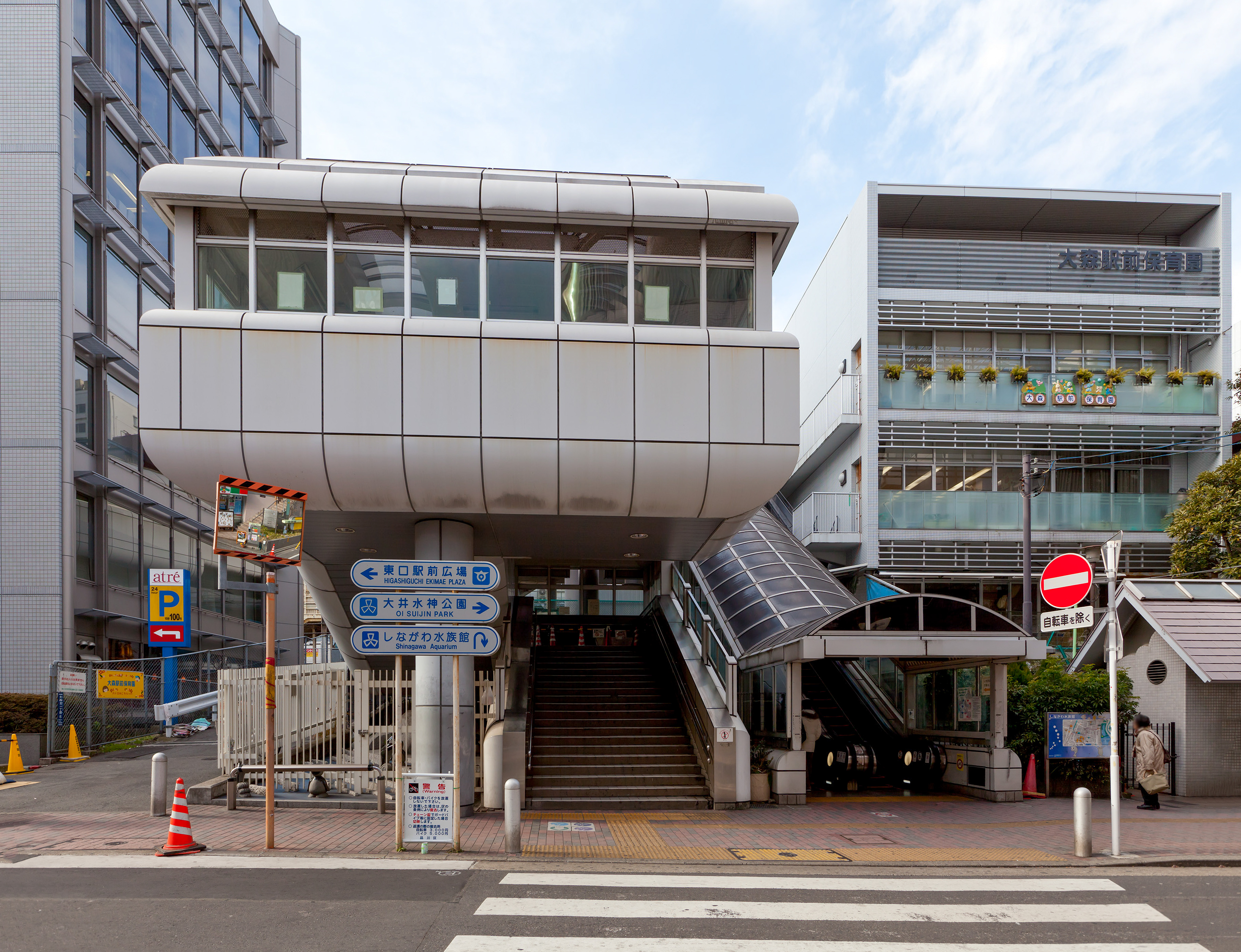
北口東側（2011年1月）

大森駅（おおもりえき）は、東京都大田区大森北一丁目にある、東日本旅客鉄道（JR東日本）東海道本線の駅である。駅番号はJK 18。
当駅には電車線を走る京浜東北線電車のみが停車し、列車線を走る東海道線列車は停車せず、旅客案内では「東海道（本）線」とは案内されていない。また、JRの特定都区市内制度における「東京都区内」に属する。

## 歴史
当駅は、新橋 - 横浜間開業の4年後に開業した非常に歴史の古い駅である。元々は線路の保守点検を行う工夫の詰所であったが、それが不要になり駅舎に転用された。京浜間の電車運行開始後は客車列車通過が増え、昭和初期に停車が無くなって電車専用の駅となった。その後も列車線ホームは長い間残っていたが、駅改築に伴って1984年（昭和59年）までに解体された。その名残りで、列車線上り線路と下り線路の間隔が少々広く、広告ボードが設置されている。

### 年表
- 1876年（明治9年）6月12日：官設鉄道の駅が開業[1]。旅客営業のみの旅客駅[1]。
- 1877年（明治10年）：上り列車で横浜から新橋へ移動中のエドワード・S・モースが当駅発車直後の左車窓に大森貝塚を発見。
- 1879年（明治12年）3月1日：大森 - 川崎間が複線化。
- 1880年（明治13年）11月14日：品川 - 大森間が複線化。
- 1898年（明治31年）4月1日：貨物取扱開始[1]。
- 1901年（明治34年）2月1日：京浜電気鉄道（現在の京浜急行電鉄）大森停車場前 - 川崎（後の六郷橋）間開通と同時に大森停車場前駅が開業。後に大森駅へ改称する。
- 1904年（明治37年）5月8日：大森停車場前 - 海岸（現・大森海岸）間が京浜電気鉄道大森支線となる。
- 1913年（大正2年）2月：山王口改札（現・西口）開設。
- 1914年（大正3年）12月20日：京浜線（京浜東北線の前身）運行開始。
- 1919年（大正8年）：山王口改札（現・西口）拡張。
- 1930年（昭和5年）3月15日：列車線は全旅客列車が通過となる。
- 1930年（昭和5年）：大森駅 - 池上駅間に乗合バス開通。
- 1937年（昭和12年）3月8日：京浜電気鉄道大森支線が廃止。
- 1959年（昭和34年）12月10日：北口改札開設[3]。
- 1974年（昭和49年）10月1日：貨物取扱廃止[1]。
- 1977年（昭和52年）9月：大森貝塚発見発掘100周年を記念し、駅ホームに「日本考古学発祥の地」碑が建立される。
- 1982年（昭和57年）7月：駅舎改築工事着工。
- 1984年（昭和59年）
  - 7月：現駅舎完成。
  - 9月14日：駅ビル「大森プリモ」（現在の「アトレ大森」）開業[4]。
- 1985年（昭和60年）4月：品川区と大田区の共同事業「大森駅歩道橋」（北口改札から東側〈品川区南大井方面〉へ下りる自由通路）完成。
- 1986年（昭和61年）11月1日：荷物の取り扱いを廃止[1]。
- 1987年（昭和62年）4月1日：国鉄分割民営化に伴い、東日本旅客鉄道（JR東日本）の駅となる[1]。
- 1989年（平成元年）3月10日：北口階段拡幅完成（ホームを南寄りに延伸するため、工事車両留置線〈荷物ホーム跡〉を撤去）。
- 1990年（平成2年）3月20日：旅行センターオープン。
- 1991年（平成3年）
  - 9月20日：中央改札に自動改札機を設置し、使用開始[5]。
  - 9月27日：北改札に自動改札機を設置し、使用開始[5]。
- 1994年（平成6年）3月16日：ホームから中央口改札への上りエスカレータ設置。
- 2001年（平成13年）
  - 7月：中央口コンコースにて第1回「大森夢コンサート」開催。
  - 11月18日：ICカード「Suica」の利用が可能となる[広報 1]。
- 2002年（平成14年）12月13日：中央口改札からホームを連絡する下りエスカレーター設置。
- 2003年（平成15年）2月7日：ホームと中央改札口を連絡するエレベーター設置。
- 2005年（平成17年）11月15日：駅ビル「大森プリモ」のリニューアル完成。「アトレ大森」に改称。
- 2007年（平成19年）7月3日：駅ビル「アトレ大森2」がリニューアル[6]。
- 2008年（平成20年）10月9日：駅ビル「アトレ大森」がリニューアル[7]。
- 2018年（平成30年）3月31日：びゅうプラザの営業を終了。
- 2019年（令和元年）9月23日：ホームドアの使用を開始[8]。
- 2021年（令和3年）10月31日：みどりの窓口の営業を終了[9][10]。
- 2023年（令和5年）11月11日：北口改札にお客さまサポートコールシステムを導入[2]。

## 駅構造
島式ホーム1面2線を有する地上駅で、橋上駅舎を有する。多機能券売機・指定席券売機・自動改札機が設置されている。また、北口改札にはお客さまサポートコールシステムが導入されており、朝夕の一部時間帯を除いて、遠隔対応のため改札係員は不在となる。
ホーム中央にある「日本考古学発祥の地」と刻された石の標柱は、1877年にエドワード・S・モースが大森貝塚を発見したことを記念するもの。柱の上に載るのは、その時発掘された土器の一つを再現したブロンズ像である。元は高さ12.5センチメートルだが、2倍に拡大してある。

### のりば
| 番線 | 路線       | 方向 | 行先                       |
| ---- | ---------- | ---- | -------------------------- |
| 1    | 京浜東北線 | 南行 | 蒲田・川崎・横浜・大船方面 |
| 2    | 京浜東北線 | 北行 | 品川・東京・上野・大宮方面 |

（出典：JR東日本:駅構内図）

### 改札口（出口）
中央口改札
ホーム中央付近から階段を上ると東口及び西口に通ずる。現駅舎が完成する以前は東西自由通路が無く、駅本屋のある東側を東口、西側を山王口といい、別々に改札口が設けられていた。現在も西口を山王口と通称する場合もある。
北口改札
ホーム東京方の階段を上る。西側は駅ビル「ララ」、東側は連絡通路である「大森駅歩道橋」を介して駅外にアクセスすることが出来る。開設当初は西側（山王方面）にしか出られなかったため山王北口と称しており、その後も通称する場合もある（バスの車内放送等）。また、西側の出口は山王口と呼ばれる。なお、東側の出口部分は品川区南大井となっている。
トイレは中央口改札内にあり、多機能トイレも設置されている。エスカレーターは中央改札口行のみで、上りは横並びに2人、下りは横並びに1人のみと、異なる。メーカーは日立。

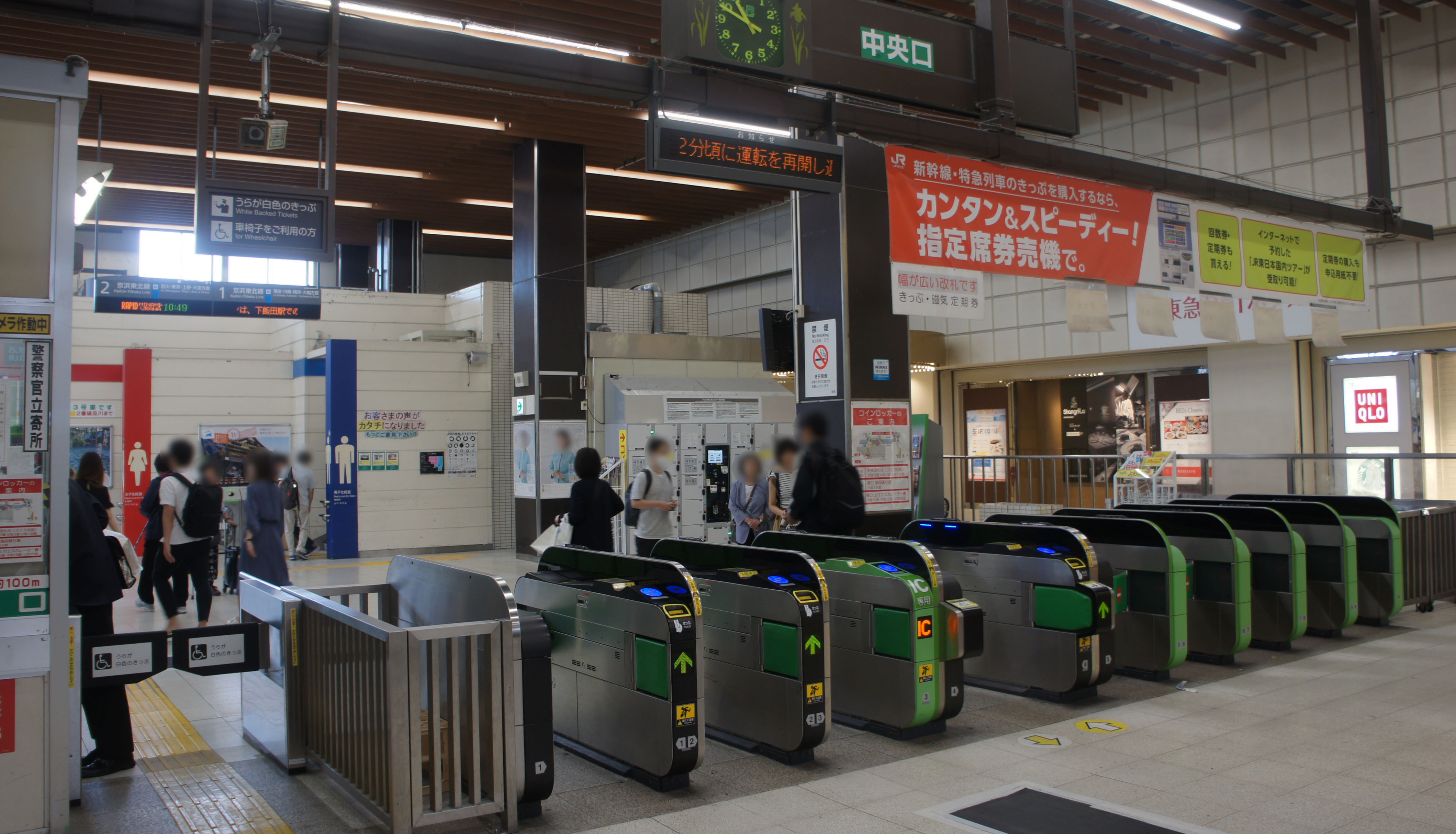
中央口改札（2019年6月）
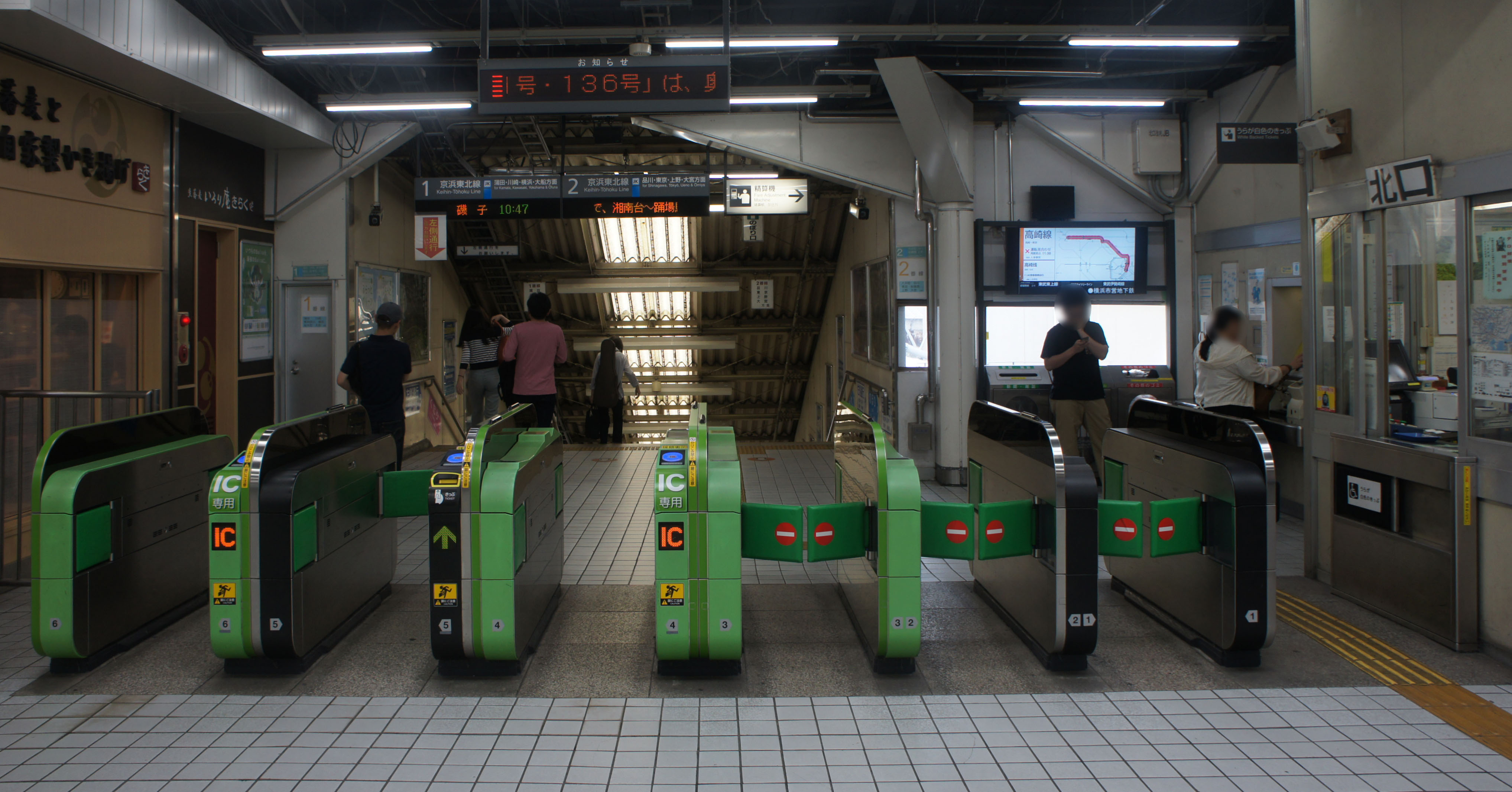
北口改札（2019年6月）
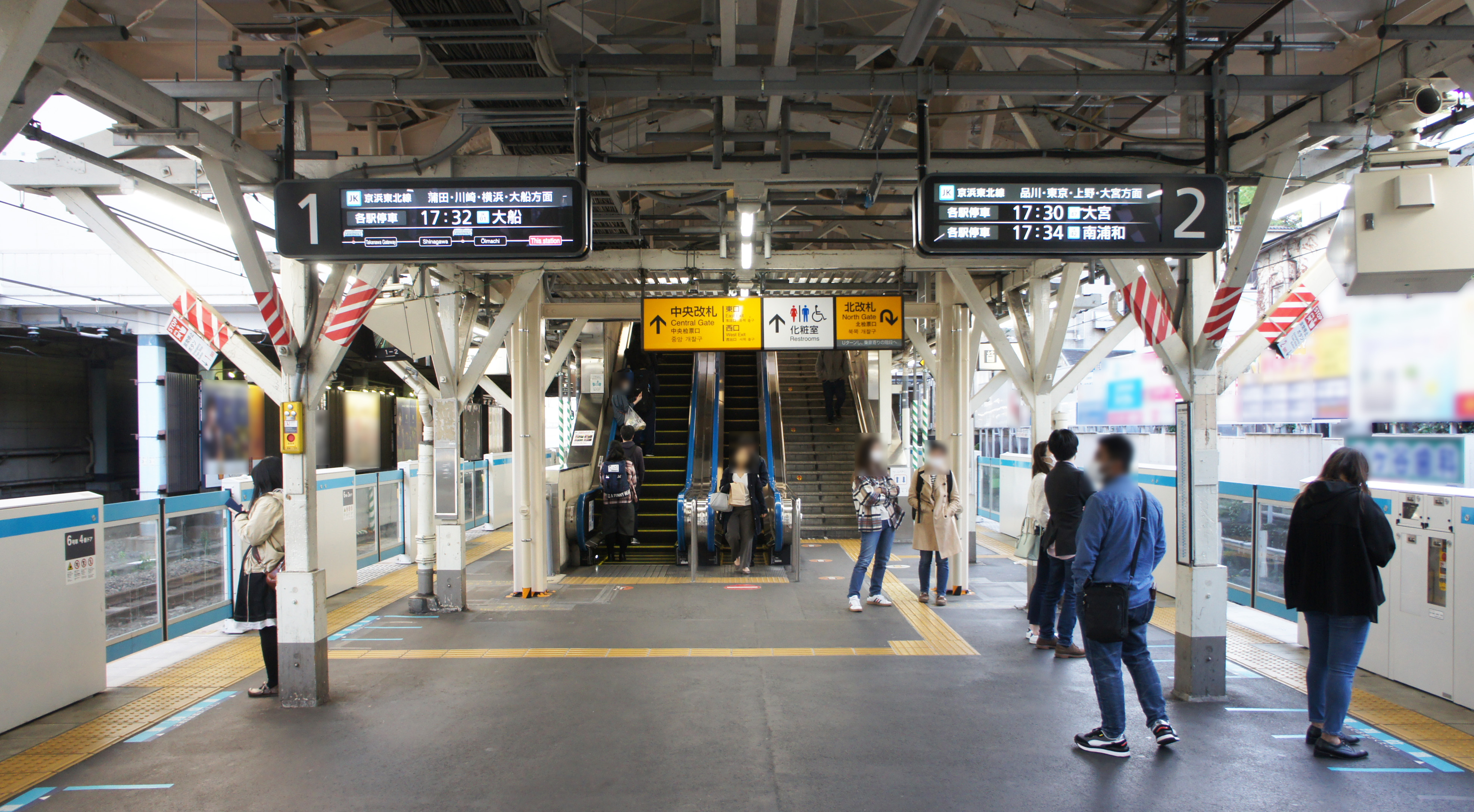
ホーム（2021年4月）

## 利用状況
2023年度（令和5年度）の1日平均乗車人員は78,233人である。JR東日本の駅では荻窪駅に次いで第49位。京浜東北線および日本の単独駅の中では最も利用者が多い。
1989年度（平成元年度）以降の1日平均乗車人員の推移は下記の通り。
| 年度               | 1日平均 乗車人員 | 出典     |
| ------------------ | ---------------- | -------- |
| 1989年（平成元年） | 85,084           | [ * 1 ]  |
| 1990年（平成02年） | 87,279           | [ * 2 ]  |
| 1991年（平成03年） | 91,345           | [ * 3 ]  |
| 1992年（平成04年） | 93,068           | [ * 4 ]  |
| 1993年（平成05年） | 94,159           | [ * 5 ]  |
| 1994年（平成06年） | 93,159           | [ * 6 ]  |
| 1995年（平成07年） | 92,153           | [ * 7 ]  |
| 1996年（平成08年） | 91,893           | [ * 8 ]  |
| 1997年（平成09年） | 92,416           | [ * 9 ]  |
| 1998年（平成10年） | 91,332           | [ * 10 ] |
| 1999年（平成11年） | 90,444           | [ * 11 ] |
| 2000年（平成12年） | 90,159           | [ * 12 ] |
| 2001年（平成13年） | 90,149           | [ * 13 ] |
| 2002年（平成14年） | 90,413           | [ * 14 ] |
| 2003年（平成15年） | 90,426           | [ * 15 ] |
| 2004年（平成16年） | 89,656           | [ * 16 ] |
| 2005年（平成17年） | 88,049           | [ * 17 ] |
| 2006年（平成18年） | 89,323           | [ * 18 ] |
| 2007年（平成19年） | 92,022           | [ * 19 ] |
| 2008年（平成20年） | 93,057           | [ * 20 ] |
| 2009年（平成21年） | 92,427           | [ * 21 ] |
| 2010年（平成22年） | 91,601           | [ * 22 ] |
| 2011年（平成23年） | 90,946           | [ * 23 ] |
| 2012年（平成24年） | 91,774           | [ * 24 ] |
| 2013年（平成25年） | 92,962           | [ * 25 ] |
| 2014年（平成26年） | 93,095           | [ * 26 ] |
| 2015年（平成27年） | 94,949           | [ * 27 ] |
| 2016年（平成28年） | 95,189           | [ * 28 ] |
| 2017年（平成29年） | 96,181           | [ * 29 ] |
| 2018年（平成30年） | 96,972           | [ * 30 ] |
| 2019年（令和元年） | 96,314           | [ * 31 ] |
| 2020年（令和02年） | 69,857           |          |
| 2021年（令和03年） | 68,751           |          |
| 2022年（令和04年） | 72,568           |          |
| 2023年（令和05年） | 78,233           |          |

## 駅周辺
東海道線を挟んで東側は宿場町が発展した街である。

### 駅ビル
- アトレ大森、アトレ大森2
- 東急ストア大森店
- JR東日本ホテルメッツ 大森（旧大森東急REIホテル）
- RaRa - 大森駅初の駅ビル。1978年に旧駅ビルから全面新築した際、RaRaの名称で開業。

### 西側
地形の高低差が大きく、また駅前のロータリー等は無い。線路に平行する池上通り沿いに商店街が形成されている。
- 山王小路飲食店街 - 通称「地獄谷」。大田区による大森駅西口基盤整備により、「（仮称）大森駅西口広場」として整備される予定。
- 大森柳本通り商店街 - 池上通り（柳本通り）沿いの商店街で、南は環七通りまで続く。
- 大森駅前ビル - 商業複合施設
- MEGAドン・キホーテ大森山王店
- 東急バス大森操車所
- 大森貝塚 - 日本考古学発祥の地。駅ホーム中央付近には「日本考古学発祥の地」碑（縄文土器形のブロンズ像）がある。
- 品川区立品川歴史館 - 品川区の郷土博物館。大森貝塚の資料などの展示もある。
- 馬込文士村
- 大田区立山王会館
  - 馬込文士村資料展示室
- 大田文化の森 - 大田区の文化活動支援施設。旧・大田区役所跡地。
- 尾﨑士郎記念館
- 大田区立山王草堂記念館 - 徳富蘇峰の旧邸。
- 大森郵便局
- 大田山王郵便局
- 大森赤十字病院
- 日本芸術専門学校
- 大田区立山王小学校

### 東側
アトレ大森前を中心に駅前ロータリーが整備されており、ロータリー南側は繁華街、北側はオフィス街が広がっている。ロータリーには合資会社高田商会製造の鐵道院時代の鉄柱が保存されている。
- 大森ベルポート - いすゞ自動車事業所跡地に建てられたオフィスビル群。
  - 日立製作所（本社部門の一部）
  - 大森ベルポート郵便局
- いすゞ病院
- 日立大森ビル
- 日立大森第二別館
  - イトーヨーカ堂本社
- ディスコ本社
- 大庄本社
- 大森駅東口商店会 - 駅東口に広がる「大森北一番街」を中心とした商業地区。
- Milpa（ミルパ） - 駅南側のアーケード商店街（旧称大森銀座商店街）
- 入新井西児童交通公園 - 蒸気機関車のC57形66号機が保存されている公園。
- Luz大森
  - 大田区役所 入新井特別出張所
  - 大田区立入新井図書館
  - 大田区入新井集会室
- 大田区立男女平等推進センターエセナおおた
- 大田区子ども家庭支援センターキッズな大森
- ハローワーク大森
- 大森駅前郵便局
- 西友大森店
  - キネカ大森
- 大森駅東口自転車駐車場 - 1,000台以上が収容可能で24時間利用出来る有料制自転車等駐車場。
- イトーヨーカドー大森店 - アサヒビール東京大森工場の跡地。
- 大田区立入新井第一小学校
- そうてつローゼン 品川南大井店
- JRE大森駅東口ビル（京浜電気鉄道大森支線の大森駅前の ループ線 跡地の島状の土地に立地。

京浜急行電鉄本線の大森海岸駅とは東へ500m程離れている。

### かつて存在した施設
西側
- 大森八景園 - 荏原郡・入新井村(現・大田区山王)[14]。鉄道唱歌に「梅に名をえし」と謳われる[注釈 1]。
- 東京・横浜独逸学園 - 横浜市に移転。
- 大森京成百貨店（オーモリ京成）（かつて大森駅前ビルにあった店舗。後にイトーヨーカドーとの複合店となり京成が撤退、ヨーカドー単独店となる、ヨーカドー移転後はオオゼキ等の複合施設となる）
- ナガサワ（ダイシン百貨店支店）（→ココカラファイン大森山王店、山王メディカルモール）
- 大日本果汁株式会社本店 - 創立時の本店登記がされていた。

東側
- 白木屋 大森店
  - 大森白木映画劇場
- 東京第一ホテル大森
- シオノギバイオメディカル 東京ラボラトリー
- アサヒビール東京大森工場

## バス路線

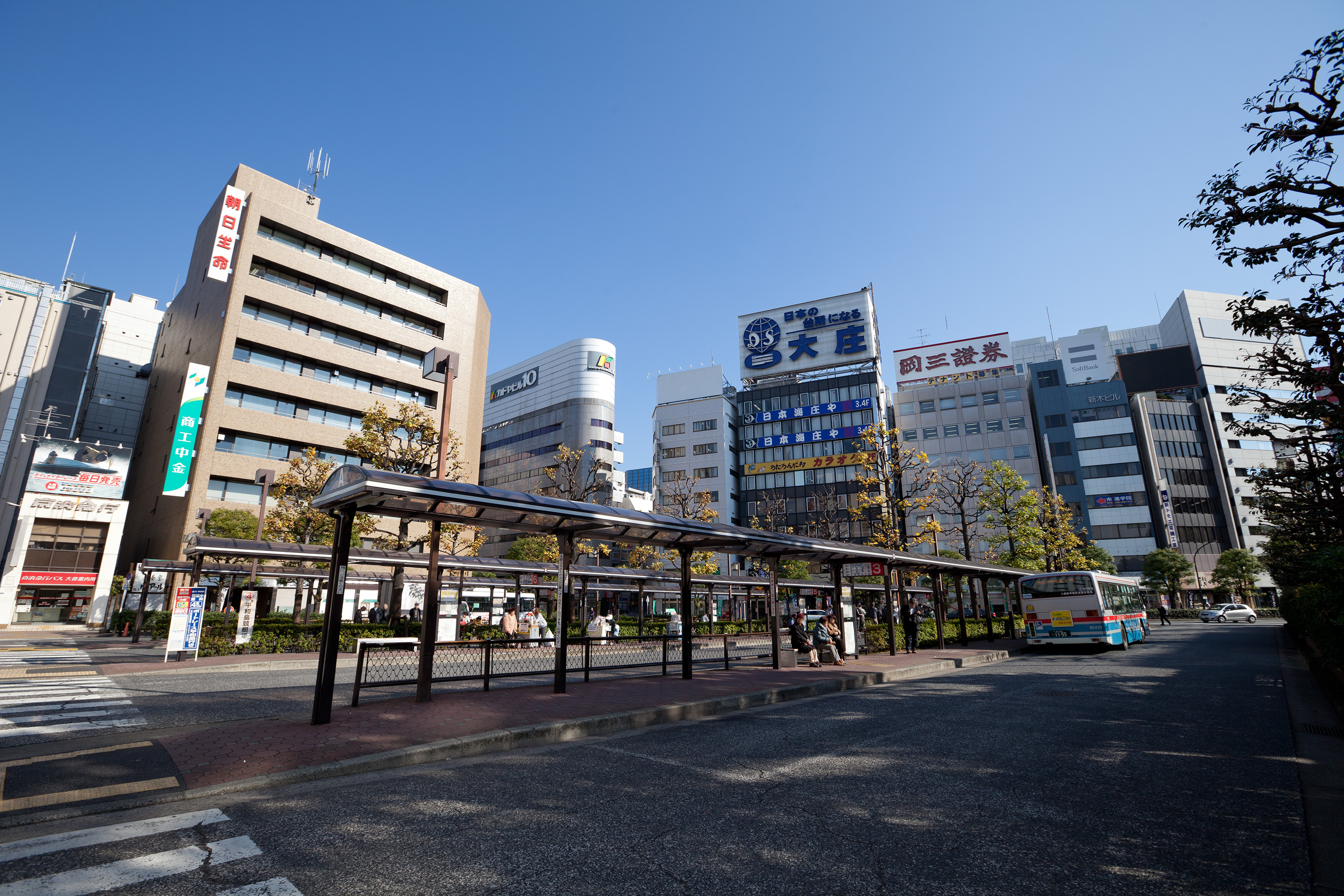
東口バス乗り場（2010年12月）

当駅東口発着のバスは京浜急行バスが、西口と山王口発着は東急バスが、北口発着は品川区コミュニティバス（しなバス）が担当している。このほか、東京都交通局の都営バスも1984年（昭和59年）2月15日まで杉並営業所（現・杉並支所）が山王口に乗り入れ、品川営業所も1970年（昭和45年）12月27日まで東口に、1977年（昭和52年）12月16日まで西口にそれぞれ乗り入れていた。
| のりば       | 運行事業者   | 系統・行先                                                                                      |
| 大森駅東口   | 大森駅東口   | 大森駅東口                                                                                      |
| ------------ | ------------ | ----------------------------------------------------------------------------------------------- |
| 1            | 京浜急行バス | 森50：蒲田駅東口                                                                                |
| 2            | 京浜急行バス | 森26・森56：森ヶ崎（東京労災病院）                                                              |
| 3            | 京浜急行バス | - 森11：羽田空港第2ターミナル - 森21：羽田空港 / 羽田車庫 - 森23：羽田車庫 - 森27：大森東五丁目 |
| 4            | 京浜急行バス | - 森29：平和島ボートレース場 - 森45：京浜島・昭和島循環                                         |
| 5            | 京浜急行バス | - 森24・森36：京浜島・昭和島循環 - 森31：流通センター循環                                       |
| 6            | 京浜急行バス | - 井19：大井町駅東口 - 直通：ビッグファン平和島・競艇劇場                                       |
| 7            | 京浜急行バス | - 森32：城南島循環 - 森43：大田市場 - 森48：野鳥公園循環                                        |
| 8            | 京浜急行バス | - 森22：八潮パークタウン循環                                                                    |
| 9            | 京浜急行バス | - 井19：ビッグファン平和島 - 森28：平和島循環 - 森34：大田スタジアム                            |
| 大森駅西口   |              |                                                                                                 |
| 1            | 東急バス     | - 品94・井03：蒲田駅 - 井09・森04・森06・森08：池上駅前 / 池上営業所                            |
| 2            | 東急バス     | 森05：洗足池                                                                                    |
| 3            | 東急バス     | 森06：上池上循環外回り                                                                          |
| 4            | 東急バス     | - 森01：池上警察署 - 森02：荏原町駅入口                                                         |
| 5            | 東急バス     | 森08：馬込銀座循環                                                                              |
| 9            | 東急バス     | 森01・森02・森04・森05：大森操車所                                                              |
| 11           | 東急バス     | - 井03・井09：大井町駅 - 品94：品川駅                                                           |
| 12           | 東急バス     | 森07：上池上循環内回り                                                                          |
| 大森駅山王口 |              |                                                                                                 |
| 7            | 東急バス     | 森91：新代田駅前                                                                                |
| 8            | 東急バス     | 森07：上池上循環内回り                                                                          |
| －           | 東急バス     | 森91：大森操車所                                                                                |
| 大森駅北口   |              |                                                                                                 |
| 1            | 東急バス     | しなバス：西大井駅                                                                              |

## 隣の駅
東日本旅客鉄道（JR東日本）
 京浜東北線
■快速・■各駅停車
大井町駅 (JK 19) - 大森駅 (JK 18) - 蒲田駅 (JK 17)

### 記事本文